# FilePlanet
FilePlanet es un servicio de intercambio y descarga de videojuegos, así como de alojamiento de archivos. Provee gratuitamente parches de videojuegos, archivos de mods y otros archivos.

## Historia
FilePlanet fue lanzado el 6 de mayo de 1999 por GameSpy, con el propósito de revitalizar a la comunidad de jugadores del Quake II. En 2004 IGN adquirió GameSpy, pasando FilePlanet a depender de la primera.
FilePlanet vio su existencia comprometida con la aparición de plataformas como Steam, Origin o los contenidos descargables (DLC por sus siglas en inglés), que ofrecían servicios similares. De este modo, IGN decidió dejar de actualizar la web y cerrarla en mayo de 2012.
Hoy en día, si bien FilePlanet ya no recibe actualizaciones, todavía se utiliza la web como repositorio de contenidos.